# Kwak Sin-ae
Kwak Sin-ae (* 1968 in Busan) ist eine südkoreanische Filmproduzentin.

## Leben
Kwak Sin-ae war bis Ende der 1990er Jahre als Journalistin für die Filmzeitschrift KINO tätig, bevor sie sich 1999 der Filmindustrie selbst zuwandte und in den 2000er Jahren für die Filmproduktionsfirmen LJ Films sowie Generation Blue Films und ShinCine Communications arbeitete. Seit 2010 ist sie CEO der Produktionsfirma Barunson Entertainment & Arts Corporation.
Für den Film Parasite wurde sie 2020 mit dem Oscar in der Kategorie Bester Film ausgezeichnet. Im Jahr zuvor gewann sie für dieselbe Produktion den British Independent Film Award.

## Filmografie (Auswahl)
- 2016: Vanishing Time: A boy who returned (ga-ryeo-jin si-gan = 엄태화) – Kinospielfilm, Regie: Eom Tae-hwa
- 2017: RV: Resurrected Victims (Hui-saeng-bu-hwal-ja = 곽경택) – Kinospielfilm, Regie: Kwak Kyung-taek
- 2017: Stay with me (Gi-eog-eul man-na-da = 구범석) – mittellanger Spielfilm, Regie: Bryan Ku
- 2019: Parasite (Gi-saeng-chung = 봉준호) – Kinospielfilm, Regie: Bong Joon-ho